# Ethel Forsberg
Ethel Maria Forsberg, född 5 april 1956, är en svensk landskapsarkitekt och före detta generaldirektör.

## Biografi
Forsberg, som är utbildad landskapsarkitekt, var 1989–1994 anställd på miljödepartementet som departementssekreterare. Hon var därefter miljöchef på Kooperativa förbundet (KF) och sedan 1999 miljöchef i Stockholms stad. 2001 utsågs hon till generaldirektör för Kemikalieinspektionen. Under denna tid påtalade hon på debattplats bland annat problematiken med giftiga båtfärger och behovet av att förstärka tillsynen av kemikalieanvändning genom att till exempel inrätta en kemikaliepanel i FN. Hon lämnade tjänsten 2010, då hon enligt egen utsago fått rådet att "inte ta ytterligare initiativ på området" vilket hon utvecklat i boken Makt, plast, gift och våra barn.
Forsberg var därefter stadsbyggnadsdirektör för Region Gotland och var bland annat särskild utredare i "Utredningen om nationell handlingsplan för säker användning och hantering av nanomaterial" som redovisade sitt betänkande i september 2013 i SOU 2013:70. Hon har även 2017 påtalat behovet av reglering av användning av nanomaterial.
Hon utsågs 2016 till ny generaldirektör för Forte, Forskningsrådet för hälsa, arbetsliv och välfärd. Våren 2020 lämnade  hon tjänsten på egen begäran.